# Sie ist mir lieb, die werte Magd
Sie ist mir lieb, die werte Magd ist ein Kirchenlied von Martin Luther. Gedruckt erschien es erstmals 1535 im Klugschen Gesangbuch und gehört damit zu den späteren Liedern Luthers. Die Überschrift lautet Ein Lied von der heiligen christlichen Kirche, aus dem 12. Kapitel der Offenb. Joh.

## Form und Inhalt
Das Lied hat drei Strophen, die einem ungewöhnlich kunstvollen Vers- und Reimschema folgen. Es ist formal von der spätmittelalterlichen Liebeslyrik der sog. Hoflieder beeinflusst. Inhaltlich zeichnet es die Vision von der Apokalyptischen Frau aus dem 12. Kapitel der Johannesoffenbarung (Offb 12 ) nach. Die zweite und dritte Strophe beschreiben, in enger Anlehnung an den Bibeltext, das Bild der Frau im Sternenkranz, die Geburt ihres Kindes, den Aufruhr des Drachen, die Entrückung des Kindes zu Gottes Thron und die Bewahrung der Frau auf der Erde. Bemerkenswert ist die erste Strophe. Sie ist eine Liebeserklärung an die werte Magd und ein Bekenntnis zu ihrer helfenden Treue.

## Deutung
Luthers Dichtung bietet der Interpretation dieselbe Schwierigkeit wie der ihr zugrunde liegende Bibeltext. Wer ist die werte Magd, die Frau, mit der Sonne bekleidet? Ist Maria gemeint? Oder ist es ein Bild für die Kirche? Luthers Lied nimmt manche Motive spätmittelalterlicher Mariendichtung auf. Seine Überschrift weist jedoch unmissverständlich in die andere Richtung. In der zweiten Phase der Reformation, als eine Annahme seiner Rechtfertigungslehre durch die Gesamtkirche ausgeschlossen war und sich evangelische Kirche zu konstituieren begann, wurden Wesen und Eigenschaften der Kirche für Luther mehr und mehr zum Thema. In Abgrenzung zu einem vermeintlich triumphalistischen Selbstverständnis der Papstkirche einerseits und jetzt auch zu einer alles Institutionelle ablehnenden Schwärmerei andererseits formuliert Luther anhand des biblischen Bildes eine Sicht von Kirche, die Schönheit und Kreuz zusammenschaut und Kirche in ihrer wesentlichen Zwischenstellung zwischen Weltzeit und Vollendung als unentbehrlich für den Glaubenden begreifen hilft.

## Nachwirkung
Luthers Lied ist von der evangelischen Frömmigkeit nur selten rezipiert worden und findet sich nur in wenigen Gesangbüchern (etwa im Lutherischen Kirchengesangbuch der Evangelisch-Lutherischen Freikirche, Berlin 1988). Sprachlich und formal kann es sich jedoch mit seinen besten Schöpfungen messen. Marcel Reich-Ranicki nahm es in seinen Kanon lesenswerter deutschsprachiger Werke auf.

## Text
Sie ist mir lieb, die werte Magd

und kann ihr nicht vergessen,

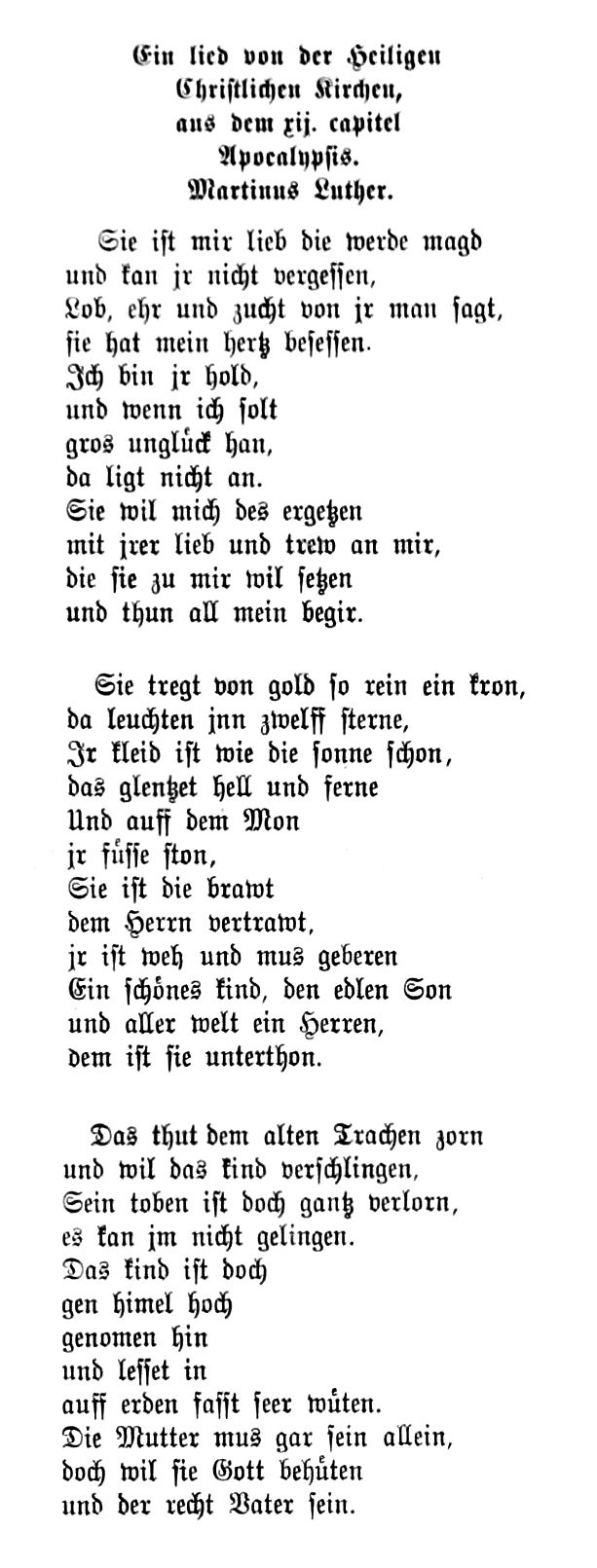
Sie ist mir lieb, die werte Magd, Originaltext, Nachdruck WA 35

Lob, Ehr und Zucht von ihr man sagt,

sie hat mein Herz besessen.

Ich bin ihr hold,

und wenn ich sollt

groß Unglück han,

da liegt nicht an;

sie will mich des ergetzen

mit ihrer Lieb und Treu an mir,

die sie zu mir will setzen

und tun all mein Begier.

Sie trägt von Gold so rein ein Kron,

da leuchten inn zwölf Sterne,

ihr Kleid ist wie die Sonne schon,

das glänzet hell und ferne;

und auf dem Mon

ihr Füße stohn;

sie ist die Braut,

dem Herrn vertraut.

Ihr ist weh und muss gebären

ein schönes Kind, den edlen Sohn

und aller Welt ein Herren,

dem sie ist unterton.

Das tut dem alten Drachen Zorn

und will das Kind verschlingen,

sein Toben ist doch ganz verlorn,

es kann ihm nicht gelingen.

Das Kind ist doch

gen Himmel hoch

genommen hin

und lässet ihn

auf Erden fast sehr wüten.

Die Mutter muss gar sein allein;

doch will sie Gott behüten

und der recht Vater sein.